# 奈特·里德報業
奈特·里德報業（英語：Knight Ridder）曾是全美第二大的報業公司，總部位於加州聖荷西。

## 沿革
2006年3月13日，麦克拉奇宣布同意以65亿美元的现金、股票和债务收购奈特里德公司。这项交易使麦克拉奇公司在29个市场拥有32份日报，总发行量为330万份。然而，由于各种原因，麦克拉奇公司立即决定转售其中的12份报纸。
2018年的電影《震撼真相》以奈特·里德報業報導伊拉克戰爭的真實事件作為背景。

## 附註
1. ↑  .   [2006-04-11]. （原始内容存档于2006-04-09）.
2. ↑  Seelye, Katharine Q.; Sorkin, Andrew Ross. . The New York Times. 2006-03-13  [2019-01-17]. ISSN 0362-4331. （原始内容存档于2015-04-03） （美国英语）.